# Sistema de Identificación Nacional y Tributaria
El Sistema de Identificación Nacional y Tributario  (SINTyS) es una Dirección que tiene como destinado coordinar los datos registrados y a registrarse en las distintas bases de datos existentes a nivel nacional. Fue creada en 1998 bajo el decreto 812. El SINTyS es diseñado y creado por la Secretaria de Equidad Fiscal de la Jefatura de Gabinete de Ministros, Carola Pessino.
La dirección se define como una "red de datos que permite que los Organismos Públicos compartan su información para una correcta toma de decisiones" y actualmente cuenta con:
- 380 Organismos Adheridos,
- 1695 Bases en la Red,
- 40 millones de personas físicas,
- y más de 1.20 millones de personas jurúdicas identificadas.

Este sistema si bien tiene un fin de uso interno entre organismos orientado a determinar la necesidad de otorgamiento de un beneficio social, algunos autores lo consideran un supra sistema paralelo de inteligencia más allá de la Agencia Federal de Inteligencia.
El sistema funciona bajo adhesión del resto de los organismos, y cada organismo puede entrecruzar datos con bases de otros organismos adheridos.

## Algunas referencias normativas
- Decreto 812/1998: Creación
- Disposición 74/2006: Manual de Políticas de Seguridad de los Sistemas de Información del Sistema de Identificación Nacional Tributario y Social (SINTyS) y sus Procedimientos.